# Первомайський краєзнавчий музей (Харківська область)
Златопільський краєзна́вчий музе́й — районний краєзнавчий музей у м. Златопіль, Лозівський район Харківської області.

## Опис
Розташовано на півночі міста у приміщенні будівлі колишнього дитсадка.
Підпорядковано Златопільському районному відділу культури.
У музеї функціонує три виставкові зали.
У даний час[на коли?] музей працює у виставковому режимі з такими експозиціями:
- «Етнографія краю»;
- «Златопільщина у роки Другої світової війни»;
- «Відомі земляки»;
- «Збережемо мир і культуру»;
- «Мій рідний край».